# Nuoto ai XVII Giochi paralimpici estivi - Donne 200 metri stile libero
Le gare di nuoto 200 metri stile libero femminili ai XVII Giochi paralimpici estivi si sono svolte il 29 e il 31 agosto 2024 alla Paris La Défense Arena.

## Programma
Sono stati disputati 2 eventi, articolati in una serie di batterie di qualificazione in mattinata; la finale è stata disputata nel pomeriggio/sera del medesimo giorno.
| S5  | B | F |  |  |   |   |
| S14 |   |   |  |  | B | F |

| M | mattina | P | pomeriggio/sera |

| B | Batterie | F | Finale per medaglia d'oro |

## Risultati
Tutti i tempi sono espressi in minuti e secondi.

### S5
Le gare si sono svolte il 29 agosto 2024.
| Pos. | Atleta          | Nazione       | Tempo   | Note |
| ---- | --------------- | ------------- | ------- | ---- |
|      | Tully Kearney   | Gran Bretagna | 2:46,50 |      |
|      | Iryna Poida     | Ucraina       | 2:47,16 |      |
|      | Monica Boggioni | Italia        | 2:47,96 |      |
| 4    | Liu Yu          | Cina          | 2:57,80 |      |
| 5    | Agata Koupilova | Rep. Ceca     | 2:59,89 |      |
| 6    | Yao Cuan        | Cina          | 3:03,22 |      |
| 7    | Lu Dong         | Cina          | 3:04,96 |      |
| 8    | Tanja Scholz    | Germania      | 3:10,27 |      |

### S14
Le gare si sono svolte il 31 agosto 2024.
| Pos. | Atleta                 | Nazione                     | Tempo   | Note |
| ---- | ---------------------- | --------------------------- | ------- | ---- |
|      | Valeriia Shabalina     | Atleti Paralimpici Neutrali | 2:05,10 |      |
|      | Poppy Maskill          | Gran Bretagna               | 2:07,16 |      |
|      | Louise Fiddes          | Gran Bretagna               | 2:07,91 |      |
| 4    | Olivia Newman-Baronius | Gran Bretagna               | 2:08,41 |      |
| 5    | Madeleine McTernan     | Australia                   | 2:12,48 |      |
| 6    | Aira Kinoshita         | Giappone                    | 2:12,84 |      |
| 7    | Ruby Storm             | Australia                   | 2:13,13 |      |
| 8    | Pernilla Lindberg      | Svezia                      | 2:14,31 |      |